# Kukës (prefectuur)
Kukës (Albanees: Qarku i Kukësit) is een van de 12 prefecturen van Albanië en ligt in het noordoosten van het land. De hoofdstad van de prefectuur is Kukës.

## Bevolking
In prefectuur Kukës daalt het aantal inwoners in een rap tempo, net als in bijna alle andere plattelandsgebieden in Albanië. In 1989, voor de val van het communisme, leefden er 146.081 mensen in prefectuur Kukës. Anno 1 januari 2017 telt de prefectuur zo'n 79.559 inwoners. De bevolkingsgroei was negatief en bedroeg -2,13% in 2017: daarmee is het een van de laagste in Albanië.
Ondanks de enorme depopulatie blijft de  leeftijdsopbouw relatief jong: kinderen tot 15 jaar vormen zo'n 23% van de bevolking en 65-plussers vormen 12% van de bevolking. Tevens heeft Kukës het hoogste geboorte- en vruchtbaarheidscijfer in Albanië. Een vrouw krijgt gemiddeld 2,29 kinderen.

### Religieuze samenstelling
Moslims vormen met 83,81 procent de grootste religieuze groep, gevolgd door katholieken met 2,62 procent. De katholieken vormen de meerderheid in Lekbibaj (84%), terwijl ze in de plaatsen Fierzë (28%) en Llugaj (24%) een grote minderheid vormen. Er zijn nagenoeg geen aanhangers van de Albanees-orthodoxe Kerk (0,03 procent) en het bektashisme te vinden.

### Bestuurlijke indeling
De prefectuur is ingedeeld in drie steden (bashkia) na de gemeentelijke herinrichting van 2015:
Has • Kukës • Tropojë.
Berat · Dibër · Durrës · Elbasan · Fier · Gjirokastër · Korçë · Kukës · Lezhë · Shkodër · Tirana · Vlorë

Deelgemeenten · Gemeenten · Prefecturen